# Escondido (danza)
El escondido es un ritmo folklórico del  norte de Argentina. En la provincia de Buenos Aires se lo denominó "GATO ESCONDIDO", por tratarse seguramente de un desprendimiento del antiguo gato. Esta danza estuvo presente en casi todas las provincias argentina, desde 1840 hasta 1930, mas o menos. Lo bailaron los campesinos provincianos y también fue parte del repertorio de las reuniones cultas.
```
Se suele tocar con 
guitarras
, 
bombo
, 
bandoneón
 o 
violín
, y pertenece a la familia de danzas de pareja suelta, como la 
chacarera
. La música (en compás de 6/8 para algunos, de 3/4 o birrítmica para otros) divide a la canción, como muchas de estas danzas, en dos partes iguales. El nombre de esta danza tiene que ver con una de las figuras de la coreografía, en la cual la mujer simula 
esconderse
 en un momento dado de la primera parte, y el hombre buscarla, y luego cambian de papel en la segunda parte del escondido.
```

## Características
Danza de coqueteo de parejas sueltas e independientes de movimiento vivo, en la 2a colocación, se baila con castañetas y paso básico.
Esquina de balanceo		4 compases
Esquina de balanceo		4 compases
Esquina de balanceo		4 compases
Esquina de balanceo		4 compases
Vuelta entera y giro en		
continuidad		8 compases
Búsqueda zapateada (varón),	
Actitud de esconderse (dama)*	8 compases
Vuelta entera y giro en		
continuidad		8 compases
Búsqueda zarandeada (dama).
Actitud de esconderse (varón)*	8 compases
	¡Aura!	
Media vuelta		4 compases
Giro y Coronación		4 compases
En la segunda se esconde primero el varón.
- La actitud de esconderse debe acompañarse con aplausos.

## El fondo San Ignacio
Es similar a la primera, los bailarines comienzan en los lugares opuestos. Se esconde primero el varón y luego la dama.

### Para oír
- "Escondido". Danzas folklóricas argentinas, Ballet Eco.

### Para ver y oír
- "Escondido", Ballet "Escuela Municipal de Villa Ángela" dirigido por el Profesor Fabián Berardi. XI Certamen Interamericano de Escuelas Municipales de Danza e Institutos oficiales y privados. Domo del Centenario, Resistencia, Chaco. YouTube.

- Datos: Q5837694